# Norasundet
Norasundet är en sjö i Kramfors kommun i Ångermanland och ingår i Nätraån-Ångermanälvens kustområde. Sjön är 26,2 meter djup, har en yta på 2,38 kvadratkilometer och befinner sig 5 meter över havet. Sjön avvattnas av vattendraget Noraån (Grössjöån). Vid provfiske har bland annat abborre, braxen, gers och gädda fångats i sjön.

## Delavrinningsområde
Norasundet ingår i det delavrinningsområde (697612-161690) som SMHI kallar för Utloppet av Norasundet. Medelhöjden är 63 meter över havet och ytan är 23,18 kvadratkilometer. Räknas de 20 avrinningsområdena uppströms in blir den ackumulerade arean 150,21 kvadratkilometer. Avrinningsområdets utflöde Noraån (Grössjöån) mynnar i havet. Avrinningsområdet består mestadels av skog (53 procent), öppen mark (11 procent) och jordbruk (21 procent). Avrinningsområdet har 2,41 kvadratkilometer vattenytor vilket ger det en sjöprocent på 10,4 procent.

## Fisk
Vid provfiske har följande fisk fångats i sjön:
- Abborre
- Braxen
- Gärs
- Gädda
- Lake
- Löja
- Mört
- Nors

## Galleri

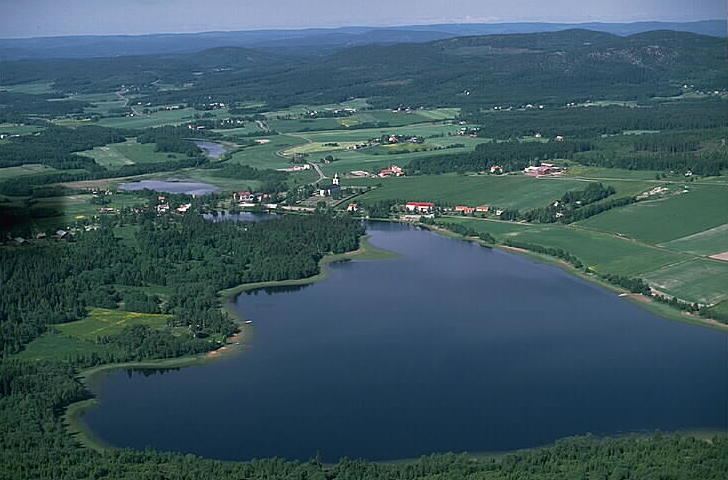
Norasundet 17 juni 1988.